# Natriuria
Per natriuria (dal latino natrium, «sodio»), o sodiuria, si intende il livello di concentrazione del sodio nelle urine.I valori considerati normali sono di 50-250 mEq/24h (milliEquivalenti nelle 24 ore).
Il sodio è un catione prevalentemente extracellulare (per il 95%) che regola lo stato di idratazione dell'organismo. Il suo equilibrio col potassio, altro fondamentale sale, è mantenuto dalla pompa sodio-potassio, che trasporta sodio all'esterno della cellula e potassio all'interno.
La concentrazione plasmatica di sodio si richiede per una valutazione dell'equilibrio idroelettrolitico nei seguenti casi.
Si ha ipernatriuria, cioè un eccessivo livello di sodio, in caso di:
- sindrome da inappropriata secrezione di ADH
- insufficienza surrenalica
- nefropatie croniche con perdita di sali (nefropatie sodio disperdenti)
- acidosi tubulare renale
- alcalosi metabolica e respiratoria
- uso eccessivo di diuretici

Si ha iponatriuria in caso di:
- cirrosi
- scompenso cardiaco congestizio
- nefrosi
- iperaldosteronismo
- sindrome di Cushing
- vomito, diarrea, ustioni
- peritonite, pancreatite, fistole.